# Mrs. Lovett
(Mrs. Lovett)
Mrs. Lovett è uno dei personaggi principali del romanzo The String of Pearls, e dei suoi vari adattamenti.
Il nome proprio con cui viene generalmente chiamata è Nellia, tuttavia in alcune produzioni assume i nomi di Margery, Maggie, Sarah, Shirley, Whilhemia o Claudetta.
Il personaggio è molto famoso per il suo ruolo nel musical Sweeney Todd: The Demon Barber of Fleet Street di Stephen Sondheim.

## Il Personaggio
Mrs. Lovett è la partner del barbiere assassino Sweeney Todd, e si sbarazza dei corpi delle innocenti vittime usando la loro carne come ripieno per i suoi tortini salati che vende nel suo negozio in Fleet Street. In alcune edizioni cinematografiche della prima metà del XX secolo viene mostrata come amante di Todd.
In diversi adattamenti, la signora Lovett è una vedova senza figli. Prima di entrare in affari con Todd, viveva in condizioni di semi-povertà, usando scarafaggi ed altri insetti per farcire i suoi pasticci che lei stessa definisce "The Worst Pies in London" (i peggiori pasticci di Londra). La sua rivale in affari è Mrs. Mooney, venditrice di pasticci, che farcisce le sue torte salate con carne di gatti randagi.

## Le varie interpretazioni
Nonostante il carattere di Mrs. Lovett sia generalmente costante nelle varie produzioni della storia, ci sono alcuni particolari che cambiano.
Circa l'aspetto fisico in talune produzioni appare come seducente e sensuale, mentre in altre è paffuta ed ha un aspetto trasandato, in altre ancora viene addirittura descritta come una decrepita ed orribile vecchia.
Anche il suo rapporto con Todd varia: in alcune produzione ha con lui una relazione sentimentale (in alcuni casi platonica, in altri puramente sessuale), in altri sono solo soci.
Un'ultima differenza è la morte: in alcune versioni ella si suicida avvelenandosi quando i suoi crimini vengono scoperti, in altre viene uccisa dallo stesso Sweeney.

## Nel Musical
Nel musical del 1979 di Stephen Sondheim (e nella relativa trasposizione cinematografica nel 2007 ad opera di Tim Burton: Sweeney Todd - Il diabolico barbiere di Fleet Street) ella riconosce in Sweeney Todd il vecchio inquilino Benjamin Barker (per cui prova un amore segreto) di ritorno da un esilio durato quindici lunghi anni. Gli racconta dello stupro della moglie, da parte del Giudice Turpin, e del suo suicidio. 
Insieme con Todd forma un piano per sbarazzarsi delle vittime: usare le loro carni per i pasticci da vendere in negozio.
Adotta un orfano, Tobias Ragg, ed ha il sogno ricorrente di sposarsi con Sweeney Todd, il quale è completamente disinteressato a lei.
Nella sequenza finale (“Final Scene”) , Todd scopre di aver ucciso erroneamente la moglie, diversamente da come gli aveva raccontato Mrs. Lovett, non si era tolta la vita quindici anni prima, bensì era diventata una senzatetto. 
Così scopre che la vedova gli aveva mentito nella speranza di sposarlo.
Sweeney Todd, infuriato, finge di perdonarla, per poi scagliarla nel forno, dove muore tra urla strazianti.

## Interpreti
- Iris Darbyshire in un film del 1928.
- Stella Rho in un film del 1936.
- Jane Hilary in un film del 1970.
- Angela Lansbury che ricoprì il ruolo per la prima del musical di Sondheim.
- Dorothy Loudon, che rimpiazzò la Lansbury nella produzione di Broadway.
- Sheila Hancock, prima Mrs. Lovett nella produzione londinese del musical (1980).
- Christine Baranski che, al fianco di Briam Stokes Mitchell (Sweeney Todd), interpretò la parte nel 2002
- Helena Bonham Carter, che ricoprì il ruolo nella versione cinematografica di Burton del 2007 (Sweeney Todd - Il diabolico barbiere di Fleet Street)
- Beth Fowler, che fu candidata sia al Tony Award sia al Drama Desk per la sua interpretazione.
- Patti LuPone, che recitò la parte in Sweeney Todd in concert (2001) e a Broadway nel 2005, ricevendo una candidatura al Tony Award.
- Jenny Galloway
- Judy Kaye, che recitava a Broadway con Patti LuPone.
- Johanna Lumley, che recitò in un film su Sweeney Todd del 1998, in cui interpretava una Mrs. Lovett dedita a pratiche sadomaso e relazioni con Todd.
- Essie Davis,  che recitò in un film su Sweeney Todd del 2006.
- Elaine Paige, a New York nel 2004
- Mellisa Spark, ne tour nazionale del 2007
- Carrie Cimma, che recitò la parte nel tour nazionale del 2009.
- Imelda Staunton nel revival londinese del 2012.
- Emma Thompson a New York (2014) e Londra (2015)
- Siobhán McCarthy a Londra (2015) e New York (2017)
- Carolee Carmello a New York (2017)
- Sally Ann Triplett a New York (2018)
- Lea Salonga a Singapore (2019)

## Canzoni del Musical
Nel Musical Mrs. Lovett canta numerose canzoni:
- The Worst Pies in London
- Poor Thing
- My Friends (con Todd)
- Pirelli's Miracle Elixir (con Tobias e Todd)"
- Wait
- A Little Priest (con Todd)
- God, That's Good (con Tobias)
- By the Sea (con Todd)
- Not While I'm Around (con Tobias)
- Parlour Songs (Sweet Polly Plunkett) (con  il Messo Bamford)
- Parlour Songs Part 2" (The Tower of Bray) (con il Messo e Tobias)
- Searching (con Todd, Johanna, Anthony, e Lucy/mendicante)
- Final Sequence (con Todd e Tobias)
- The Ballad of Sweeney Todd (Epilogue) (con la compagnia)